# Peter Lee Lawrence
Karl Hyrenbach alias Peter Lee Lawrence, né le 21 février 1944 à Lindau et mort le 19 avril 1974 à Rome, est un acteur allemand. Il est célèbre pour avoir tourné dans de nombreux westerns spaghetti, notamment dans le film de Sergio Leone Et pour quelques dollars de plus. Sa trop courte carrière comporte presque exclusivement des premiers rôles dans bon nombre de westerns spaghetti qu'il tourna par la suite intensément jusqu'à ce qu'une tumeur au cerveau l'emportât en 1974.

## Carrière
Karl Hyrenbach quitte son Allemagne natale et débute, comme beaucoup d'acteurs européens dans les années 1960, par des westerns spaghetti en raison du grand nombre de rôles disponibles alors. Il fait sa première apparition à l'écran dans un petit rôle non crédité au générique, celui du fiancé de la sœur du Colonel Mortimer joué par Lee Van Cleef dans Et pour quelques dollars de plus en 1965. 
Durant sa courte carrière de neuf ans, il est à l'affiche de plus de 30 films, dont plus d'une vingtaine de westerns spaghetti. Sa célébrité, due en partie à sa beauté, son jeu d'acteur et sa blondeur qui le rapproche de Clint Eastwood, ne se dément pas au fil des années. C'est un acteur extrêmement populaire encore aujourd'hui à Cuba. Il obtient presque uniquement des premiers rôles, comme dans Fury of Johnny Kid, Killer Caliber 32,  Un doigt sur la gâchette, en 1967, La Malle de San-Antonio , Killer Adios en 1968, Garringo en 1969 ou encore Des dollars pour McGregor,  en 1970. Il utilisa parfois le pseudonyme d'Arthur Grant dans certains films ou Pierre Clément dans ses premiers romans-photos en vogue à l'époque. Il ne tourna pas uniquement des Westerns Spaghettis mais également des films de guerre comme Hell In Normandy (Tête de Pont Pour 8 Implacables) en 1968, des films d'aventures comme La Furie des Khyber en 1970, des films familiaux comme Black Beauty (Prince Noir) en 1971, des films policiers comme Le Parrain à le Bras Long aux côtés d'Adolfo Celi en 1972. Il tourna également beaucoup avec l'actrice Allemande Erica Blanc dans notamment Love And Death In The Garden of The Gods (1972), Giorni d'amore sul filo di una lama (1973), Bacio di una morta (1974) et bien d'autres encore. Il apparait pour la dernière fois à l'écran dans Los Caballeros del Botón de Ancla en 1974.

## Éléments biographiques
Il avait trois sœurs et deux frères et vécut longtemps chez sa mère qui tenait un cabaret à Nice où est né son premier fils, Karl, le 5 mai 1965 de sa relation avec une danseuse Française Claudine Baudoin. Il se marie en 1969 avec l'actrice Cristina Galbo, avec qui il partage l'affiche de Un doigt sur la gâchette. De cette union naitra un second fils, David, le 4 mai de cette même année. Karl Hyrenbach, alias Peter Lee Lawrence, était passionné de plongée sous-marine, de photographie (qu'il développait lui-même), de radio ondes courtes pour communiquer et soutenir des gens autour du monde, engagés ou non dans des luttes contre l'injustice notamment. C'était un anti-conformiste, polyglotte, passionnément dédié à tous ceux qu'il aimait. Il commence à souffrir de maux de tête en 1972 puis est admis à l'hôpital de la Fondation Jimenez Diaz à Madrid où il est opéré par le Dr. Sixto Obrador avec succès mais le diagnostic est sans appel: glioblastome. Il est alors confié aux soins du Professeur Wolfgang Horst à Zurich où il est soumis aux traitements au radium et à la chimiothérapie. Il passe quelques mois en convalescence chez sa sœur à Tahiti puis tourne son dernier film Los Caballeros del Botón de Ancla en Espagne.
Le 25 mars 1974, souffrant de sévères maux d'estomac, il est admis à la Clinique de la Villa Stuart à Rome. Il y décède dans la nuit du 20 avril 1974 à 3h10 du matin à l'âge de trente ans, des suites d'une tumeur au cerveau.

## Filmographie
- 1965 : Et pour quelques dollars de plus (Per qualche dollaro in più) de Sergio Leone : Le beau-frère de Mortimer
- 1967 : Un doigt sur la gâchette (Dove si spara di più) de Gianni Puccini : Johnny Monter
- 1967 : Furie au Missouri (I giorni della violenza ou Days of violence) d'Alfonso Brescia : Johs Lee
- 1967 : Calibre 32 : Silver
- 1968 : La Malle de San Antonio (Una pistola per cento bare) d’Umberto Lenzi : Jim Slade
- 1968 : Tête de pont pour huit implacables (Testa di sbarco per otto implacabili) de Alfonso Brescia : Lieutenant Strobel
- 1968 : Un par un... sans pitié (Uno a uno sin piedad) de Rafael Romero Marchent : Bill "Chico" Grayson
- 1968 : Qui a tué Fanny Hand ?
- 1969 : Garringo de Rafael Romero Marchent : Johnny
- 1969 : Les Pistoleros de l'Ouest : Loring Vandervelt
- 1969 : Tempo Di Charleston - Chicago 1929
- 1970 : Quand Satana empoigne le colt (Manos torpes) de Rafael Romero Marchent : Peter
- 1970 : Des dollars pour McGregor (Ancora dollari per i MacGregor ou La muerte busca un hombre) de José Luis Merino : Blondie
- 1970 : Arriva Sabata... (Arriva Sabata!…) de Tulio Demicheli : Peter
- 1970 : La Furie des Khyber
- 1971 : Prince noir (aka Black Beauty aka Le cheval et l'enfant) de James Hill : Gervaise
- 1971 : Les Quatre Pistoleros de Santa Trinita (I quatro pistoleri di Santa Trinità) de Giorgio Cristallini : George Shelley
- 1971 : Ça va chauffer, Sartana revient ! (Su le mani, cadavere! Sei in arresto) de León Klimovsky : Sando Kid
- 1972 : Tu seras la proie des vautours (La preda e l'avvoltoio) de Rafael Romero Marchent
- 1972 : Tarzan et l'arc-en-ciel (Tarzán y el arco iris ou Tarzan e la pantera nera) de Manuel Caño : Richard
- 1972 : Je signe avec du plomb... Garringo (Dio in cielo…... Arizona in terra ou Una bala marcada de Juan Bosch Palau : Arizona/Garringo
- 1972 : Le parrain a le bras long (La mano lunga del padrino) de Leonardo Bonomi
- 1972 : Mon corps avec rage
- 1972 : Amour et Mort dans le jardin des dieux (Amore e morte nel giardino degli dei) de Sauro Scavolini
- 1973 : Mia moglie, un corpo per l'amore
- 1973 : Sur le fil du rasoir (Giorni d'amore sul filo di una lama) de Giuseppe Pellegrini
- 1974 : Le Baiser d'une morte (Il bacio di una morta) de Carlo Infascelli : Andrea Valverde
- 1974 : Los caballeros del botón de ancla (es) de Ramón Torrado : Carlos Corbián